# تشاد هولبرووك
تشاد هولبرووك (بالإنجليزية: Chad Holbrook)‏ هو لاعب كرة قاعدة أمريكي، ولد في 14 يناير 1971.